# Прапор перемоги (газета, Радивилів)
Прапор перемоги — районна газета в місті Радивилів (до 1993 — Червоноармійськ) на Рівненщині, заснована в травні 1941 року. З такою назвою — з 1967 року. Після роздержавлення в 2018 році - приватне видання.

## Історія
Організовувати випуск газети в передвоєнний Червоноармійськ був направлений В'ячеслав Георгійович Білоусов, але ще до випуску першого номера він загинув, їдучи на мотоциклі, поблизу села Башарівки.
Редактором призначили Григорія Григоровича Попова. До війни вийшло всього вісім чи дев'ять номерів газети під назвою «Соціалістичний шлях» (у редакції є фотокопії 5, 6, 7 і 8 номерів, отриманих свого часу з київського архіву). Восьмий номер датовано 20 червня 1941 року. Якого числа вийшов перший, так і не встановлено, незважаючи на вжиті колись спроби з'ясувати це за допомогою Книжкових палат УРСР і СРСР.
Зважаючи на періодичність наявних номерів, ймовірно, що районка почала видаватися з кінця травня чи з початку червня, а останній, передвоєнний її номер побачив світ 22 червня 1941 року, тобто в день нападу гітлерівців на СРСР.
Відновився випуск газети лише через рік після звільнення району від загарбників — 31 березня 1945 року, під назвою «Більшовицька зброя». Першим повоєнним редактором стала Єфросинія Андріянівна Шинкаренко, яка прожила 94 роки і похована в Радивилові. До складу згодом Радивилівського району тоді входив Козинський, де з 10 червня 1945 року видавалася газета «Ленінська зірка» (редактор А. Гусар).
За розповідями ветеранів поліграфії, тексти для тиражування набиралися дрібними металевими літерами вручну, друкарську машину також доводилося корбою крутити вручну. Працівники редакцій за матеріалами в села ходили пішки, якщо пощастило — діставалися підводами. Доводилося зважати на небезпеки повоєнного часу. Робота над випуском газети у сталінські часи ускладнювалася і тим, що за смислову неточність, помилку можна було не тільки наразитися на звільнення, але й потрапити під суд, опинитися на засланні.
У 1959 році Козинський район приєднали до Червоноармійського. Після перейменування ВКП(б) на КПРС газета одержала іншу назву — «Прапор ленінізму», із якою випускалася до 1962 року, коли Червоноармійський район ліквідували і приєднали його територію до Дубнівського.
Але нежиттєздатність такої адміністративної реформи призвела до того, що почалося розукрупнення районів. У 1966 році Червоноармійськ знову став райцентром, а 16 березня 1967 року вийшов перший номер відновленої районки з назвою «Прапор перемоги» (редактор Федір Фотійович Поліщук; помер і похований у Дубні). Цю назву газета зберігає досі — як данину добрим традиціям, як свого роду товарний знак, бренд, за яким читачі впізнавали і впізнають давно знане видання. Тим паче, що в словах «прапор» і «перемога» нема жодного застарілого змісту.
З початку 1991 року «Прапор перемоги» став громадсько-політичним, із серпня того ж року, після проголошення незалежності України, — позапартійним виданням. Докорінно змінилися тематика та ідейна спрямованість публікацій. Позиція видання великою мірою визначається матеріалами її громадських авторів, переконаннями депутатів обласної та районної рад.
Формат газети вже упродовж майже 70 літ незмінний, нині виходить районка як тижневик. Із 1995 року використовується комп'ютерна технологія її випуску, що суттєве поліпшило оформлення сторінок. «Прапор перемоги» має в Інтернеті свій сайт.

## Автори газети
Крім згаданих, редакторами були Антон Маєвський, Лідія Ващук, Іван Даниленко, Володимир Садовенко-Черніговський, Антон Лісничий, Олена Кондратенко, Володимир Ящук, Василь Семеренко, Віктор Свідніцький. У газеті в різні часи працювали Федір Рубель, Юрій Виноградов, Микола Грицак, Віктор Топоровський, Роман Матвіїв, Ярослав Пуківський, Іван Мирний, Василь Грицайчук (нині покійні), Юрій Пастух, Микола Крижанівський, Василь Бахно, Андрій-Тарас Багнюк, Анатолій Левицький, Тетяна Кожан, Валентина Блінова-Настіна, Степан Родич, Людмила Антонюк та ін. Упродовж кількох десятиріч успішно вели редакційні бухгалтерські справи Марія Ковальчук і Людмила Сіра.
Оскільки районка завжди представляла і позицію районної влади, її керівники та найвпливовіші люди активно підтримували видання, дбали про повноцінне фінансове його забезпечення. У колективі хороша згадка про Миколу Похільченка, Бориса Ворожбита, Григорія Павлюка, з вдячністю оцінюється внесок у випуск видання багатьох місцевих керівників.
Багато років активно співпрацювали з газетою її громадські кореспонденти Йосип Крам, Микола Даниленко, Адам Лень, Григорій Мащук, Євстахій Янковський, Володимир Данилюк, Михайло Лиходій, Микола Ратинський, Данило Водяний, Володимир Повх, Василь Ралець, Валентина Герзун, Іван Мельничук, Володимир Боратинський, Олександр Міщенко, Федір Бортник, Микола Симчук, Григорій Камінський та ін. По десять-двадцять і більше років друкувалися в «Прапорі перемоги» Іван Дурда, Максим Будько, Євген Гудима, Север'ян Боровик, Ростислав Солоневський, Тетяна Блищик, Галина Гнатюк та ін.
«Прапор перемоги» неодноразово визнавався одним із найкращих видань Рівненської області. Його публікації вміщувалися на сторінках книг Миколи Сивіцького, Мирослава Олексюка, Володимира Ящука та ін.
У 2018 році газета пройшла процедуру роздержавлення. З числа її засновників вийшла районна рада. З травня 2019 року видається під назвою "Наш прапор перемоги".